# التاريخ الاقتصادي للصين (1949-الآن)
يصف التاريخ الاقتصادي للصين التغيرات والتطورات في الاقتصاد الصيني منذ تأسيس جمهورية الصين الشعبية عام 1949 حتى يومنا هذا.
تعدّ الصين أسرع اقتصادات العالم نموًا منذ الثمانينات، إذ بلغ متوسط معدل النمو السنوي 10% من عام 1978 إلى عام 2005، استنادًا إلى الإحصاءات الحكومية. بلغ الناتج المحلي الإجمالي للصين 2.225 تريليون دولار عام 2005. منذ نهاية الفترة الماوية عام 1978، كانت الصين تنتقل من اقتصاد اشتراكي مخطط (موجّه) تهيمن عليه الدولة، إلى اقتصاد اشتراكي سوقي مختلط. تطلب هذا التحول عددًا من الإصلاحات المعقدة في الأنظمة المالية والنقدية والمؤسساتية والحكومية والقانونية في الصين، وفي قدرة الحكومة على الاستجابة بمرونة للنتائج غير المقصودة لهذه التغييرات. صاحبت هذا التحول مستويات عالية من التصنيع والتمدّن، وهي عملية أثرت على كل جانب من جوانب المجتمع والثقافة والاقتصاد في الصين.
من المعروف ان حجم الصين كبير، وهذا يعني وجود تباينات كبيرة في مستويات المعيشة بين الأقاليم يمكن أن تتراوح من الفقر المدقع إلى الازدهار النسبي. في كثير من المناطق الريفية الصينية، يعيش الفلاحون على إنتاج اراضيهم، بينما يتشكل في المدن الكبرى مثل شانغهاي وبكين اقتصادات خدماتية حديثة.
منذ تأسيس جمهورية الصين الشعبية عام 1949، شهدت الصين عملية تنمية اقتصادية مفاجئة ومضطربة، عاشت خلالها ثورة واشتراكية وماوية وأخيرًا إصلاحًا اقتصاديًا تدريجيًا ونموًا اقتصاديًا سريعًا تميزت به فترة ما بعد الماوية. أثرت فترة مجاعة الصين الكبرى وفوضى الثورة الثقافية سلبًا على الاقتصاد. لكن منذ بدأت فترة الإصلاح الاقتصادي عام 1978، شهدت الصين تحسّنات كبيرة في متوسط مستوى المعيشة وشهدت استقرارًا اجتماعيًا نسبيًا. خلال تلك الفترة، تطورت الصين من دولة اشتراكية معزولة لتصبح بعدها العمود الفقري للاقتصاد العالمي.
كان وراء ارتفاع معدلات النمو في فترة الإصلاح عملية نقل هائلة للموارد وتحويل السيطرة (الملكية) على تلك الموارد من الملكية العامة إلى الملكية الخاصة، ما أتاح تحسين الكفاءة في إدارة تلك الموارد. إن الفوائد التي جنتها هذه الحقبة من عملية نقل الموارد الضخمة شارفت على نهايتها، وبالتالي يجب على الصين أن تعتمد أكثر على تحسين الكفاءة في المستقبل لزيادة نمو اقتصادها.

## نظرة عامة

تطور مؤشر التمية البشرية لجمهورية الصين الشعبية خلال الفترة من عام 1970 حتى عام 2010

إن النظام الاقتصادي الصيني قبل أواخر التسعينيات الذي تميز بملكية الدولة لصناعات معينة وسيطرة مركزية على التخطيط والنظام المالي، قد مكّن الحكومة من حشد أي فائض متاح وزيادة نسبة الناتج الاقتصادي الوطني المخصصة للاستثمار بشكل كبير.
قدر المحللون أن الاستثمار كان يمثل حوالي 25% من الناتج القومي الإجمالي للصين عام 1979، وهو معدل لم تتجاوزه إلا قلة قليلة من البلدان الأخرى. بسبب حجم الناتج القومي الصغير نسبيًا، فإن هذا المعدل المرتفع من الاستثمار لم يؤمّن سوى قدر ضئيلٍ من الموارد بالنسبة لبلد بهذا الحجم. عام 1978 على سبيل المثال، ذهب 16% فقط من الناتج القومي الإجمالي للولايات المتحدة إلى إجمالي الاستثمار، لكن هذه النسبة كانت تعادل 345.6 مليار دولار أمريكي، بينما يبلغ 25% من الناتج الوطني الصيني 111 مليارًا فقط، وهو مخصص لخدمة 4.5 أضعاف عدد سكان الولايات المتحدة.
منعت محدودية الموارد المتاحة للاستثمار الصين من إنتاج أو استيراد المعدات المتطورة بسرعة. استمر التطوير التكنولوجي تدريجيًا، واستمر استخدام المعدات القديمة لأطول فترة ممكنة، فاستخدمت العديد من مستويات التكنولوجيا المختلفة في وقت واحد. شملت معظم الصناعات بعض المعامل التي كانت مشابهة للمنشآت الغربية الحديثة، وهي مستندة غالبًا إلى المعدات والتصاميم المستوردة. كانت المعدات التي تنتجها المصانع الصينية عمومًا متأخرة بضع سنوات عن التصاميم الغربية القياسية. حصلت الزراعة على حصة أقل من استثمارات الدولة مقارنة بالصناعة وبقيت ضمن معدلات استثمار أقل بكثير من تلك التي حصل عليها قطاعي التكنولوجيا والإنتاج الصناعي. على الرغم من الزيادة الكبيرة في توافر الجرارات والشاحنات والمضخات الكهربائية والمِدرسات الميكانيكية، إلا أن معظم الأنشطة الزراعية كان يؤديها أشخاص أو حيوانات.
على الرغم من أن الإدارة المركزية نسقت الاقتصاد وأعادت توزيع الموارد على المناطق التي تحتاجها، إلا أن معظم النشاط الاقتصادي كان لا مركزيًا وكان تدفق السلع والخدمات بين المناطق ضئيلًا، ما أجبر المناطق التي تعاني على انتظار تدخل الإدارة المركزية لإنقاذها. على سبيل المثال، 75% من إنتاج الحبوب في الصين كانت تستهلكه الأسر التي أنتجته، في حين لم يوزّع إلا 25% على المناطق الأخرى التي تحتاجه.
أحد أهم مصادر النمو في الاقتصاد هو إظهار الأفضلية المقارنة لكل منطقة من خلال زيادة قدرتها على النقل. كان قطاعا المواصلات والاتصالات ينموان ويتحسنان، ولكن وتيرة ذلك النمو لم تكن سريعة بما فيه الكفاية للتعامل مع حجم الحركة التي يتطلبها الاقتصاد الحديث سريع النمو، بسبب ندرة صناديق الاستثمار وافتقار الصين إلى التكنولوجيا المتقدمة اللازمة لدعم هذا النمو.
نظرًا للتفاعل المحدود بين المناطق، أُنشئت مجموعة واسعة من المناطق الجغرافية المختلفة، كما استخدمت مجموعة واسعة من التقنيات غير المتوافق بعضها مع بعضها الآخر، ما أدى إلى ظهور اختلاف كبير في الأنشطة الاقتصادية والأشكال التنظيمية ونسب الازدهار بين المناطق.
عند دراسة أي مدينة، سنجد داخلها شركات تتراوح بين وحدات الحرف اليدوية الصغيرة والمملوكة جماعيًا والتي بالكاد تكسب دخلًا يؤمن كفاف أعضائها، إلى المصانع الضخمة الحديثة المملوكة للدولة، والتي يحصل عمالها على أجور ثابتة إلى جانب خدمات الرعاية الطبية المجانية والمكافآت ومجموعة متنوعة من المزايا الأخرى.
كان القطاع الزراعي متنوعًا، يستوعب «أفرادًا متخصصين» يزوّدون السوق بمنتجات وخدمات نادرة للأسواق المحلية، إضافة إلى قرى وضواحي الأثرياء المتخصصة بإنتاج الخضروات ولحم الخنزير والدواجن والبيض للبيع في السوق الحرة القريبة المدن وقرى الصيد على الساحل، كما كان هناك أيضًا مجموعات رعي على الأراضي العشبية في منغوليا الداخلية والقرى الفقيرة التي تكافح لإنتاج الحبوب في الجبال القاحلة في مقاطعتي شنشي وغانسو.
على الرغم من القيود والاضطرابات الهائلة، لم يكن الاقتصاد الصيني راكدًا على الإطلاق. نما الإنتاج بشكل كبير بين عامي 1800 و1949 وزاد بسرعة كبيرة بعد عام 1949. قبل الثمانينات من القرن الماضي، كانت المكاسب في الإنتاج تقابل إلى حد كبير بالنمو السكاني السريع، بحيث لم تكن القدرة الإنتاجية قادرة على تجاوز الاحتياجات الاستهلاكية الأساسية لهؤلاء السكان، لا سيما في قطاع الزراعة. على سبيل المثال، كان إنتاج الحبوب عام 1979 حوالي ضعف ما كان عليه عام 1952، لكن عدد السكان قد تضاعف أيضًا خلال نفس الفترة، وهو ما ألغى معظم تأثير هذه الزيادة في الإنتاج، ونتيجة لذلك، حُقق فائض ضئيل جدًا، حتى في السنوات ذات المردود المرتفع. إضافة إلى ذلك، حدّ الواقع الموجود من القدرة على توفير حتى القليل من الموارد للاستثمار في السلع الإنتاجية أو السلع الرأسمالية مثل الآلات والمصانع والمناجم والسكك الحديدية والأصول الإنتاجية الأخرى. تسبب الحجم الصغير نسبيًا لرأس المال بانخفاض الإنتاجية لكل عامل، ما أدى بدوره إلى استمرار عجز الاقتصاد عن توليد أي فائض كبير.

## السياسات الاقتصادية 1949 – 1980
عندما تولى الحزب الشيوعي الصيني السلطة عام 1949، كانت الأهداف الأساسية بعيدة المدى لزعمائه هي تحويل الصين إلى دولة اشتراكية حديثة وقوية. من الناحية الاقتصادية، كانت هذه الأهداف تعني التصنيع وتحسين مستويات المعيشة وتضييق فروق الدخل وإنتاج المعدات العسكرية الحديثة. مع مرور السنين، واصلت القيادة الالتزام بهذه الأهداف، لكن السياسات الاقتصادية الموضوعة لتحقيقها تغيّرت بشكل كبير في مناسبات عدة استجابة للتغيرات الكبيرة في الاقتصاد والسياسة الداخلية والتطورات السياسية والاقتصادية الدولية.
ظهر تباين مهم بين القادة الذين شعروا أن الأهداف الاشتراكية المتمثلة في معادلة الدخل وزيادة الوعي السياسي يجب أن تحظى بالأولوية على التقدم المادي، وأولئك الذين يعتقدون أن التصنيع والتحديث الاقتصادي شرطان أساسيان لتحقيق نظام اشتراكي ناجح. من بين القادة البارزين الذين اعتبروا أن السياسة يجب أن تكون الاعتبار الأول هم ماو تسي تونغ ولين بياو وأعضاء «عصابة الأربعة». ومن بين القادة الذين شددوا في كثير من الأحيان على الاعتبارات الاقتصادية العملية ليو شاوكي وتشو إنلاي ودنغ شياو بينغ. عكست التحولات المهمة في السياسة العامة التركيز بالتناوب على الأهداف السياسية والاقتصادية وكانت مصحوبة بتغييرات كبيرة في مواقف الأفراد ضمن هيكل السلطة السياسية. من الخصائص المهمة في تطوير السياسات الاقتصادية والنموذج الاقتصادي الأساسي أن كل فترة سياسة جديدة، على الرغم من اختلافها بشكل كبير عن سابقتها، إلا أنها كانت تحتفظ بمعظم التنظيم الاقتصادي النافذ. وهكذا، فإن شكل النموذج الاقتصادي والسياسات التي عبرت عنه في أي مرحلة من تاريخ الصين عكست كلُّا من السياسة النافذة حينها والأساس الهيكلي الذي بُنيت عليه السياسات السائدة في الفترات السابقة.

### التعافي من الحرب 1949 – 1952
كان الاقتصاد الصيني يعاني عام 1949 من الآثار المنهكة لعقود من الحرب. تضرر العديد من المناجم والمصانع أو دُمرّ. في نهاية الحرب مع اليابان عام 1945، فككت القوات السوفييتية نصف الآلات في المناطق الصناعية الرئيسية في الشمال الشرقي تقريبًا وشحنتها إلى الاتحاد السوفيتي. دُمّرت أنظمة النقل والاتصالات والطاقة أو تدهورت بسبب نقص الصيانة. تعطلت الزراعة وكان إنتاج الغذاء أقل بحوالي 30% من مستوى الذروة قبل الحرب. أضف إلى ذلك كله أن العلل الاقتصادية تفاقمت من خلال واحدة من أشد التضخمات قسوة في تاريخ العالم.
كان الهدف الرئيسي للحكومة خلال الفترة 1949-1952 إعادة الاقتصاد إلى نظام العمل الطبيعي. تحركت الإدارة بسرعة لإصلاح روابط النقل والاتصالات وإنعاش تدفقات النشاطات الاقتصادية. أُمّم النظام المصرفي ومركزه ضمن بنك الشعب الصيني. للسيطرة على التضخم عام 1951، وحّدت الحكومة النظام النقدي وشددت الائتمان وقيدت الميزانيات الحكومية على جميع المستويات ووضعتها تحت السيطرة المركزية، كما ضمنت قيمة العملة. نُشّطت التجارة ونُظّمت جزئيًا من خلال إنشاء شركات تجارية حكومية تنافست مع تجار القطاع الخاص في شراء البضائع من المنتجين وبيعها للمستهلكين أو للشركات. بدأ تحول الملكية في الصناعة ببطء. كان ثلث الشركات في البلاد تقريبًا تحت سيطرة الدولة في الوقت الذي كانت فيه حكومة غوميندانغ في السلطة (1927-1949) كما كان قطاع النقل الحديث. أنشأ الحزب الشيوعي الصيني الوحدات من المؤسسات المملوكة للدولة فور توليه السلطة عام 1949. أُخضعت الشركات المتبقية المملوكة للقطاع الخاص تدريجيًا لسيطرة الحكومة، لكن 17% من الوحدات الصناعية كانت لا تزال خارج نظام الدولة بالكامل عام 1952.
في الزراعة أُجري تغيير كبير في ملكية الأراضي. بموجب برنامج إصلاح الأراضي على مستوى البلاد، أعيد توزيع سندات الملكية لحوالي 45% من الأراضي الصالحة للزراعة من ملاك الأراضي والمزارعين الميسورين على 60 إلى %70 من الأسر الزراعية التي كانت تمتلك في السابق القليل من الأراضي أو لا تملك أي أراضي. بمجرد الانتهاء من إصلاح الأراضي في منطقة ما، يُشجع المزارعون على التعاون في بعض مراحل الإنتاج من خلال تشكيل «فرق مساعدة متبادلة» صغيرة تتكون كل منها من ستة أو سبعة أسر. ينتمي 38% من الأسر الزراعية إلى فرق المساعدة المتبادلة في عام 1952. بحلول عام 1952 ثبتت الأسعار وعادت التجارة لسابق عهدها واستعادت الصناعة والزراعة مستويات الذروة السابقة للإنتاج. حققت فترة الانتعاش أهدافها.

### أول خطة خمسية 1953 – 1957
بعد أن استعادت الصين قاعدة اقتصادية قابلة للاستمرار، كانت القيادة في عهد ماو تسي تونغ وتشو إن لي وغيرهم من المحاربين الثوريين على استعداد للشروع في برنامج مكثف للنمو الصناعي والتنشئة الاجتماعية. لهذا الغرض، اعتمدت الإدارة الصينية النموذج الاقتصادي السوفييتي القائم على أساس ملكية الدولة في القطاع الحديث والتخطيط الاقتصادي المركزي. تجلى النهج السوفييتي في التنمية الاقتصادية في الخطة الخمسية الأولى (1953-1957). كما هو الحال في الاقتصاد السوفييتي، كان الهدف الرئيسي هو زيادة معدل النمو الاقتصادي، مع التركيز بشكل أساسي على التنمية الصناعية على حساب الزراعة والتركيز بشكل خاص على الصناعات الثقيلة والتكنولوجيا كثيفة رأس المال. ساعد المخططون السوفييت نظرائهم الصينيين في صياغة الخطة. ساعدت أعداد كبيرة من المهندسين والفنيين والعلماء السوفييت في تطوير وتثبيت منشآت صناعية ثقيلة جديدة، بما في ذلك العديد من المصانع والمعدات التي اشترتها الصين من الاتحاد السوفييتي. ازدادت سيطرة الحكومة على الصناعة خلال هذه الفترة عبر فرض ضغوط مالية وحوافز لإقناع مالكي الشركات الخاصة والحديثة ببيعها للدولة أو تحويلها إلى مؤسسات مشتركة بين القطاعين العام والخاص تخضع لسيطرة الدولة. بحلول عام 1956 كان ما يقارب 67.5% من جميع المؤسسات الصناعية الحديثة مملوكة للدولة، و32.5% كانت تحت ملكية مشتركة بين القطاعين العام والخاص. لا توجد شركات مملوكة للقطاع الخاص. خلال نفس الفترة، نُظّمت الصناعات الحرفية ضمن تعاونيات باتت تمثل 91.7% من عمال الحرف اليدوية بحلول عام 1956.
خضعت الزراعة أيضا لتغييرات تنظيمية واسعة النطاق. لتسهيل حشد الموارد الزراعية وتحسين كفاءة الزراعة وزيادة وصول الحكومة إلى المنتجات الزراعية، شجعت السلطات المزارعين على تنظيم وحدات جماعية كبيرة ومجتمعية. كانت القرى تتقدم وتتطور من فرق صغيرة منظمة، إلى تعاونيات المنتجين الزراعيين في المرحلة الأولى، حيث كانت لا تزال العائلات تتلقى بعض الدخل على أساس مساحة الأرض التي ساهمت بها، وفي النهاية كانت تصير تعاونيات متقدمة تعتمد حصص الدخل فيها على مقدار العمالة التي ساهمت بها فقط. إضافة إلى ذلك، سُمح لكل عائلة بالاحتفاظ بقطعة أرض خاصة صغيرة لزراعة الخضروات والفواكه والماشية لاستخدامها الخاص. بدأت عملية التجميع ببطء، لكنها تسارعت في عامي 1955 و1956. عام 1957، انضمت 93.5% من الأسر الزراعية إلى تعاونيات المنتجين المتقدمة.
من حيث النمو الاقتصادي، كانت الخطة الخمسية الأولى ناجحة جدًا، خاصة في تلك المناطق التي أكدت عليها إستراتيجية التنمية على النمط السوفييتي. وضعت أسس متينة في الصناعات الثقيلة. وُسّع نطاق الصناعات الرئيسية، بما في ذلك صناعة الحديد والصلب واستخراج الفحم وإنتاج الاسمنت وتوليد الكهرباء وبناء الآلات. أنشئت الآلاف من المؤسسات الصناعية ومعامل التعدين، بما في ذلك 156 منشأة رئيسية. زاد الإنتاج الصناعي بمعدل سنوي متوسط قدره 19% بين عامي 1952 و1957، ونما الدخل القومي بمعدل 9% سنويًا.
على الرغم من غياب الاستثمارات الحكومية في الزراعة، زاد الإنتاج الزراعي بشكل كبير، إذ بلغ متوسط الزيادات حوالي 4% سنويًا. نتج هذا النمو في المقام الأول عن المكاسب في الكفاءة الناجمة عن إعادة التنظيم والتعاون الذي تحقق من خلال التعاونيات. مع استمرار الخطة الخمسية الأولى، زاد قلق القادة الصينيين بسبب الأداء البطيء نسبيًا للزراعة.